# Vụ cướp trong tâm bão
Vụ cướp trong tâm bão (tên gốc tiếng Anh: The Hurricane Heist) là bộ phim hành động, khoa học viễn tưởng năm 2018 do Rob Cohen đạo diễn và nội dung được viết bởi Jeff Dixon và Scott Windhauser. Bộ phim gồm Toby Kebbell, Maggie Grace, Ryan Kwanten, Melissa Bolona và Ralph Ineson, những người theo dõi một nhóm những tên trộm đang định lợi dụng cơn bão cấp 5 để che giấu vụ cướp ngân hàng. Bộ phim được phát hành vào ngày 9 tháng 3 năm 2018.

## Nội dung
Bộ phim nói về một băng cướp lên kế hoạch để cướp đi 600 triệu USD được cất giấu trong ngân hàng của chính phủ Hoa Kỳ, thời điểm mà nhóm cướp lựa chọn để ra tay chính là lúc cơn bão cấp độ cao xảy ra tại trung tâm nơi ngân hàng toạ lạc. Kể hoạch tưởng chừng như hoàn mỹ của băng cướp đã gặp rắc rối to khi cơn bão đổ bộ vào đất liền.
Tất cả mọi người dân đã di dời tránh bão để lại một thị trấn hoang vắng cũng chính là lúc bọn tội phạm tiến hành vụ cướp của mình, tại đây chỉ còn lại một nhân viên Kho bạc cố gắng ngăn chặn âm mưu này. Anh em Will và Breeze là những người còn lại trên thị trấn cũng bất đắc dĩ cuốn theo cuộc chạy đua với tử thần để ngăn chặn vụ cướp.

## Diễn viên
- Toby Kebbell vai Will Rutledge, nhà khí tượng học
  - Leonardo Dickens và Luke Judy vai Will Rutledge hồi trẻ
- Maggie Grace vai Casey Corbyn, nhân viên Kho bạc
- Ryan Kwanten vai Breeze Rutledge, anh trai của Will Rutledge, người thợ cơ khí
  - Patrick McAuley và Andre Robinson vai Breeze Rutledge hồi trẻ
- Ralph Ineson vai Connor Perkins, một nhân viên kho bạc tham nhũng
- Melissa Bolona vai Sasha Van Dietrich, một hacker máy tính và bạn gái của Frears
- Ben Cross vai viên Cảnh sát trưởng Dixon
- Jamie Andrew Cutler vai Clement Rice, anh trai của Xander
- Christian Contreras vai Moreno, một nhân viên của Kho bạc
- Jimmy Walker vai Xander Rice, anh trai của Clement
- Ed Birch vai Frears, một hacker máy tính khác và bạn trai của Sasha
- Moyo Akande vai Jaqi, người yêu của Perkins
- James Barriscale vai Michaels
- Mark Basnight vai Gabrielle
- Keith D. Evans vai Rothilsberg
- Mark Rhino Smith vai Baldwin
- Brooke Johnston vai Diamond

## Sản xuất
Vào tháng 1 năm 2016, Rob Cohen đã ký hợp đồng để viết kịch bản và đạo diễn bộ phim, sau đó có tiêu đề Category 5, với việc thực hiện bộ phim đang được thực hiện và sản xuất bộ phim bắt đầu vào năm 2016. Vào tháng 2 năm 2016, người ta đã thông báo rằng bộ phim đã được mua lại để phân phối tại một số lượng lớn các địa điểm quốc tế thông qua European Film Market. Tháng 5 năm 2016, người ta đã tiết lộ rằng Toby Kebbell đã được sắp xếp làm ngôi sao trong bộ phim. Tháng 6 năm 2016, phần còn lại của dàn diễn viên đã được công bố.
Cảnh quay chính bắt đầu ở Bungaria vào ngày 29 tháng 8 năm 2016. Vào tháng 7 năm 2017, bộ phim hoàn chỉnh, lúc đó phim có có tiêu đề The Hurricane Heist, đã được phân phối trong nước bởi Entertainment Studios với một ngày ra mắt chính thức vào năm 2018.